# Chromadorissa beklemishevi
Chromadorissa beklemishevi är en rundmaskart som beskrevs av Nikolai Nikolaievich Filipjev 1917. Chromadorissa beklemishevi ingår i släktet Chromadorissa och familjen Chromadoridae. Inga underarter finns listade i Catalogue of Life.